# Hexatoma (Eriocera) azrael
Hexatoma (Eriocera) azrael is een tweevleugelige uit de familie steltmuggen (Limoniidae). De soort komt voor in het Nearctisch gebied.